# Ghiacciaio Koerwitz
Il  Ghiacciaio Koerwitz (in lingua inglese: Koerwitz Glacier) è un ghiacciaio a bassa pendenza che fluisce in direzione nordest dal Monte Griffith fino alle Karo Hills. Si trova nelle Hays Mountains, catena montuosa che fa parte dei Monti della Regina Maud, in Antartide. 
Fu osservato e mappato preliminarmente dai membri della prima spedizione antartica dell'esploratore americano Richard Evelyn Byrd (1928-30).
La denominazione fu assegnata dall'Advisory Committee on Antarctic Names (US-ACAN) in onore di Peter H. Koerwitz, responsabile del laboratorio biologico presso la Stazione McMurdo nel 1965.